# Фери Флајкечер
Фери Флајкечер (енгл. Fairey Flycatcher) је британски морнарички ловац. Први лет авиона је извршен 1922. године. 

Били су у служби скоро десет година на британским носачима авиона, све до 1932, када су замењени авионима Хокер Нимрод и Оспри.
Највећа брзина авиона при хоризонталном лету је износила 216 km/h.
Распон крила авиона је био 8,84 метара, а дужина трупа 7,01 метара. Празан авион је имао масу од 924 килограма. Нормална полетна маса износила је око 1372 килограма. Био је наоружан са спареним предњим митраљезима Викерс.

## Наоружање
| Наоружање авиона: Фери         |                        |
| Ватрено (стрељачко) наоружање  |                        |
| Топ                            |                        |
| Митраљез                       |                        |
| Број и ознака митраљеза        | 2 синх. Викерс         |
| Калибар                        | 7,7                    |
| Бомбардерско наоружање (бомбе) |                        |
| Класичне авио бомбе            | до 4, свака од по 9 кг |
| Ракетно наоружање (ракете)     |                        |